# Colleville-Montgomery
Colleville-Montgomery (früher: Colleville-sur-Orne) ist eine französische Gemeinde mit 2.529 Einwohnern (Stand: 1. Januar 2022) im Kanton Ouistreham des Départements Calvados in der Region Normandie. Colleville-Montgomery gehört zum Arrondissement Caen; seine Einwohner werden Collevillais genannt.

## Geographie
Colleville-Montgomery liegt an der Küste zum Ärmelkanal (der Côte de Nacre – Perlmuttküste). Umgeben wird Colleville-Montgomery von den Nachbargemeinden Ouistreham im Osten, Saint-Aubin-d’Arquenay im Südosten, Biéville-Beuville im Süden, Périers-sur-le-Dan im Südwesten sowie Hermanville-sur-Mer im Westen.
Durch die Gemeinde führt die frühere Route nationale 514.
Colleville-sur-Mer mit dem amerikanischen Soldatenfriedhof liegt nur etwa 50 km entfernt, was zu Verwechslungen führen kann.

## Geschichte
Am 6. Juni 1944 war auch der Strand von Colleville Schauplatz der Landungsoperation der Alliierten, die hier zwischen Juno Beach und Sword Beach mit der 1st Special Service Brigade unter Lord Lovat.
Als Anerkennung für die Leistung nahm die Gemeinde 1946 den Namen des britischen Generals Bernard Montgomery an.

### Bevölkerungsentwicklung
| 1962                      | 1968 | 1975 | 1982 | 1990 | 1999 | 2006 | 2012 |
| ------------------------- | ---- | ---- | ---- | ---- | ---- | ---- | ---- |
| 488                       | 563  | 780  | 1430 | 1926 | 1925 | 2254 | 2294 |
| Quelle: Cassini und INSEE |      |      |      |      |      |      |      |

## Sehenswürdigkeiten
- Kirche Saint-Vigor aus dem 11. und 12. Jahrhundert, seit 1927 Monument historique
- Militäranlagen aus dem Zweiten Weltkrieg:
  - Festung Hillman (deutsch: Widerstandsnest 17) aus dem Jahre 1942, Kommandoposten und Gefechtsstand der Wehrmacht, heute Museum
  - Batterie Morris
- Feldschanze (sog. Redoute), erbaut zwischen 1779 und 1782 zur Abwehr einer möglichen englischen Invasion
- Herrenhaus aus dem 18. Jahrhundert, seit 1971 Monument historique
- Taubentürme

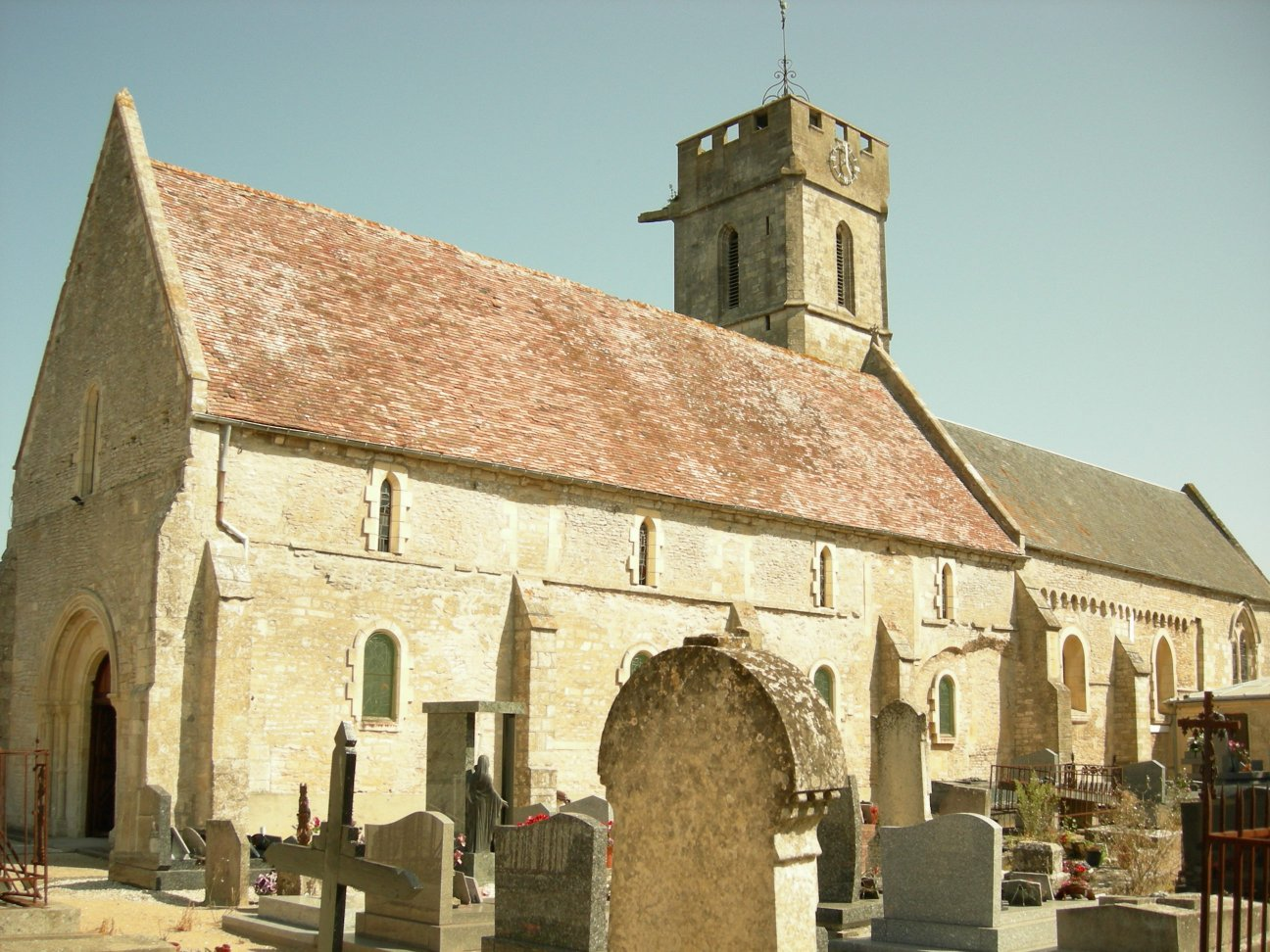
Kirche Saint-Vigor
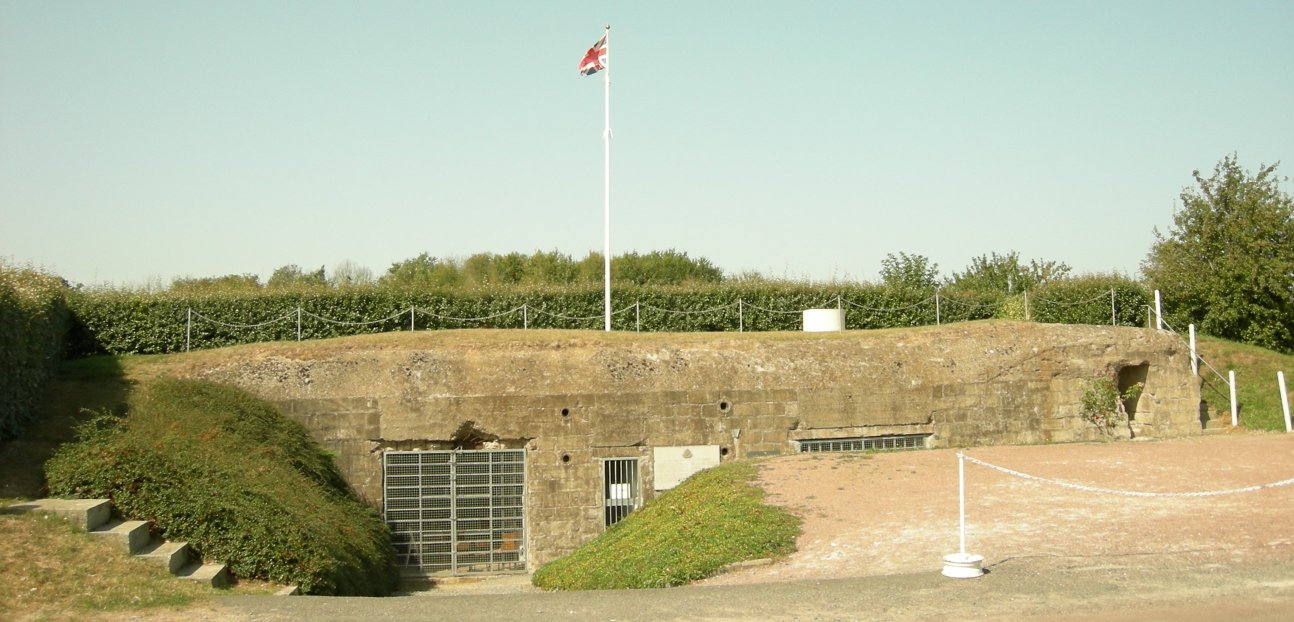
Widerstandsnest 17
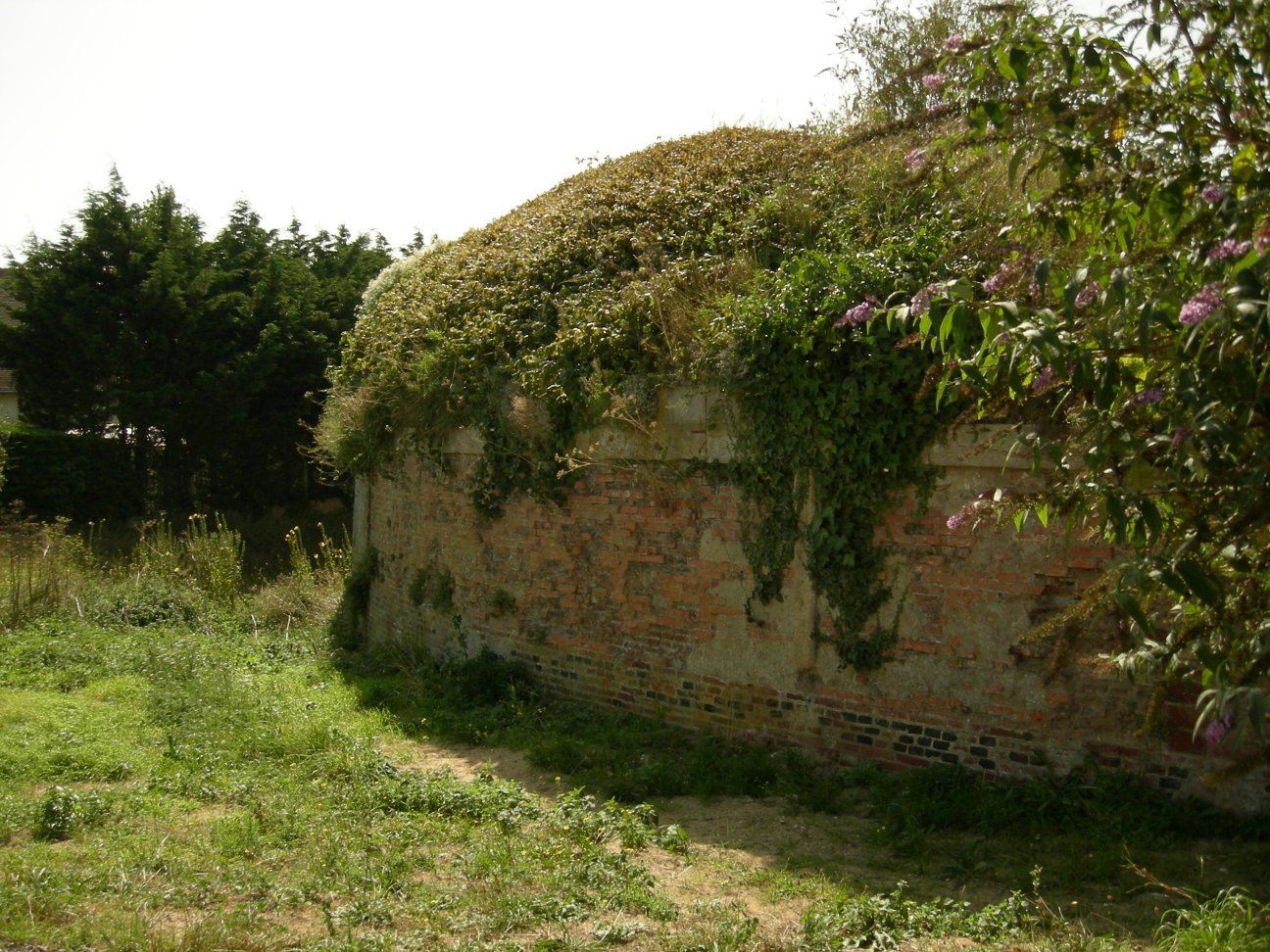
Redoute
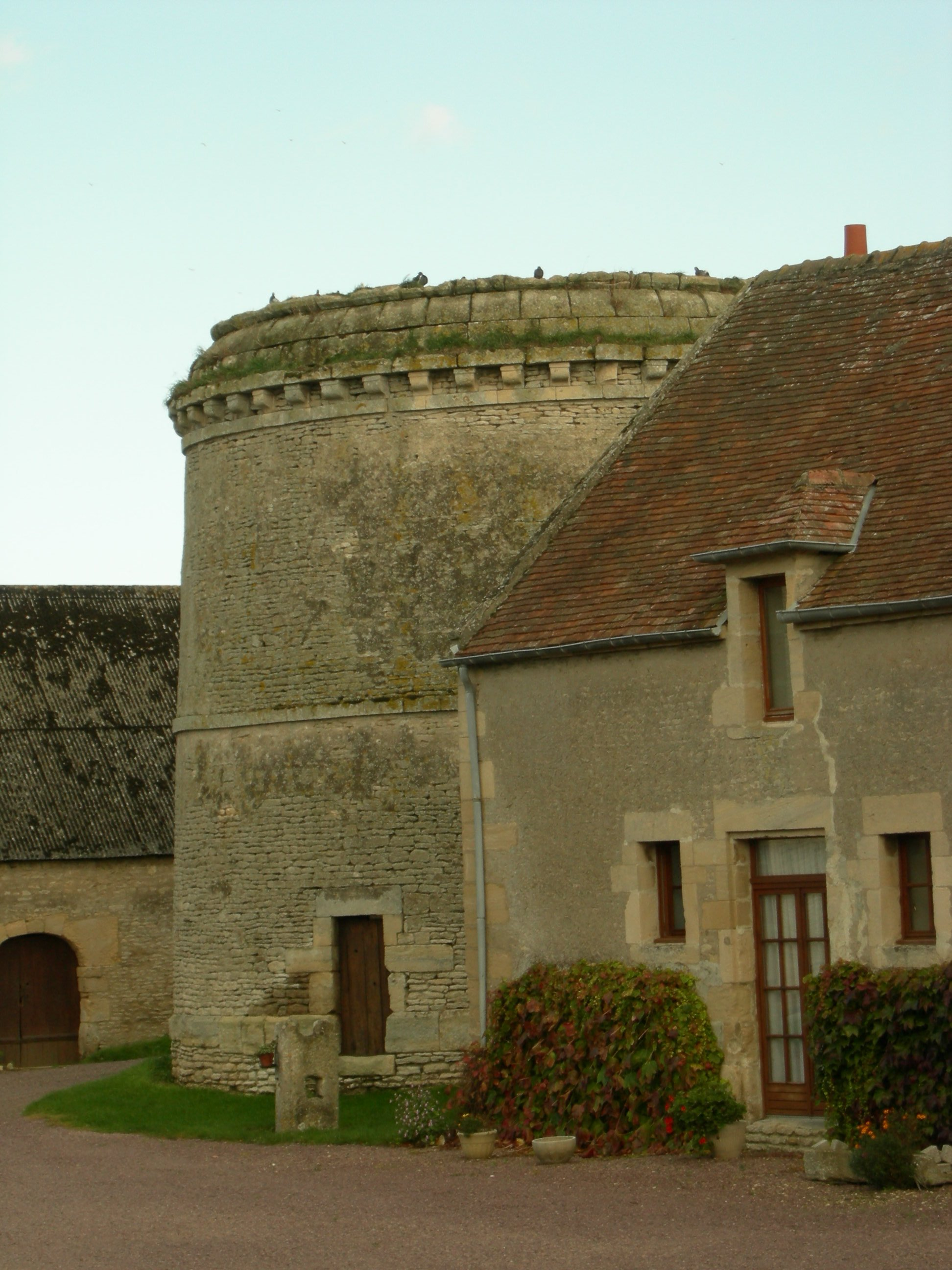
Taubenschlag

## Gemeindepartnerschaften
Mit der deutschen Gemeinde Kleinrinderfeld in Unterfranken (Bayern) besteht seit 1995 eine Partnerschaft.